# OHSAS 18001
Niektóre z zamieszczonych tu informacji od 2016-06 wymagają weryfikacji.
 Po wyeliminowaniu niedoskonałości należy usunąć szablon [[Szablon:Dopracować|]] z tego artykułu.
OHSAS 18001 (Occupational Health and Safety Assessment Series), najczęściej spotykany międzynarodowy odpowiednik polskiej normy PN 18001 (System zarządzania BHP). Obie te normy są prawie identyczne i wdrożenie systemu według jednej normy jest prawie tożsame z wdrożeniem drugiej normy. Należy pamiętać, że norma PN-N-18001:2004 jest polską normą a nie normą ISO (Międzynarodowej Organizacji Normalizacyjnej). 
Międzynarodowa Organizacja Normalizacyjna próbowała podejść do opracowania międzynarodowego standardu ISO 18001, jednak prace nie zostały zakończone. Głównym powodem, dla którego nie udało się opracować i wydać wspólnego standardu, były znaczące różnice w prawodawstwie w zakresie bezpieczeństwa pracy w różnych państwach Europy. To, co w jednym kraju jest dobrowolne, w innym okazywało się obligatoryjne.
System zarządzania BHP zgodny z OHSAS 18001 jest jednym z częściej certyfikowanych systemów zarządzania w Polsce. Równie często spotyka się systemy zarządzania jakością, zarządzania środowiskowego, lub systemy zarządzania bezpieczeństwem żywności np. zgodne z HACCP. Certyfikat systemu zarządzania jakością, środowiskowego lub BHP wydawany jest przez firmy certyfikujące zwane jednostkami certyfikującymi po przeprowadzeniu audytu certyfikującego.